# Абаза-Мухаммед
Абаза́-Муха́ммед (ум. в 1771) — турецкий паша абхазского происхождения.

## Биография
До начала русско-турецкой войны 1768—1774 годов управлял турецкой провинцией Мараш в Малой Азии.
В 1769 году был назначен комендантом крепости Бендеры. Принимал активное участие в Хотинской кампании 1769 года, командуя кавалерией. В результате почти двухмесячных боёв с Первой русской армией под командованием генерал-адъютанта князя А. М. Голицына турки понесли большие потери и были вынуждены отступить, вследствие чего 9 сентября 1769 года Хотин пал. Несмотря на поражения у Хотина Абаза-паша сохранил своё положение.
28 июня 1770 года новый командующий Первой русской армией генерал-аншеф граф П. А. Румянцев у кургана Рябая Могила разбил 70-тысячную татаро-турецкую армию под командованием крымского хана Каплана II Гирея. После этого главнокомандующий османской армией на Дунае Великий визирь Халиль-паша отправил на помощь хану 15-тысячный отряд под началом Абазы-паши и Абды-паши. 18 июля русские войска у реки Ларга разгромили 80-тысячную татарско-турецкую армию, в составе которой был и отряд Абазы-паши.
1 августа Абаза-паша командовал крылом 150-тысячной армии Великого визиря Халиль-паши в битве у реки Кагул, завершившейся полным разгромом турок. После, вместе с Абды-паши и Ага-Капикирани, командовал 20-тысячным турецким отрядом, защищавшим крепость Измаил, но 5 августа сдал её без боя генерал-поручику князю Н. В. Репнину. Был назначен губернатором Силистрии.
В 1771 году Абаза-паша был назначен начальником турецкой крепости Ени-Кале на Керченском полуострове. 21 июня крепость без боя перешла в руки русского генерала Н. В. Борзова, сам Абаза-паша сбежал через Кафу в Синоп.
В том же 1771 году Абаза-Мухаммед был казнён как один из виновников военных неудач Османской империи.